# Heusy
 (juin 2020).
Si vous disposez d'ouvrages ou d'articles de référence ou si vous connaissez des sites web de qualité traitant du thème abordé ici, merci de compléter l'article en donnant les références utiles à sa vérifiabilité et en les liant à la section « Notes et références ».
Heusy (en wallon Heûzî) est une section de la ville belge de Verviers située en Région wallonne dans la province de Liège.
Jusqu'en 1837 Heusy faisait partie de la commune de Stembert, avant de devenir une commune à part entière jusqu'à la fusion des communes de 1977.
Heusy compte de nombreuses villas et est considérée comme un endroit aisé de Verviers. Elle se trouve sur les hauteurs sud de la ville de Verviers.

## Étymologie
Heusy provient de l'ancien français Houssoi, qui signifie "Houssaie" (haie de Houx).

## Évolution démographique
- Sources : INS, Rem. : 1831 jusqu'en 1970 = recensements, 1976 = nombre d'habitants au 31 décembre.

## Patrimoine et culture

### Patrimoine architectural

#### Édifices
- Église Saint-Hubert, basilique (architecture).
- Église de l'Immaculée Conception, pseudo-basilique.

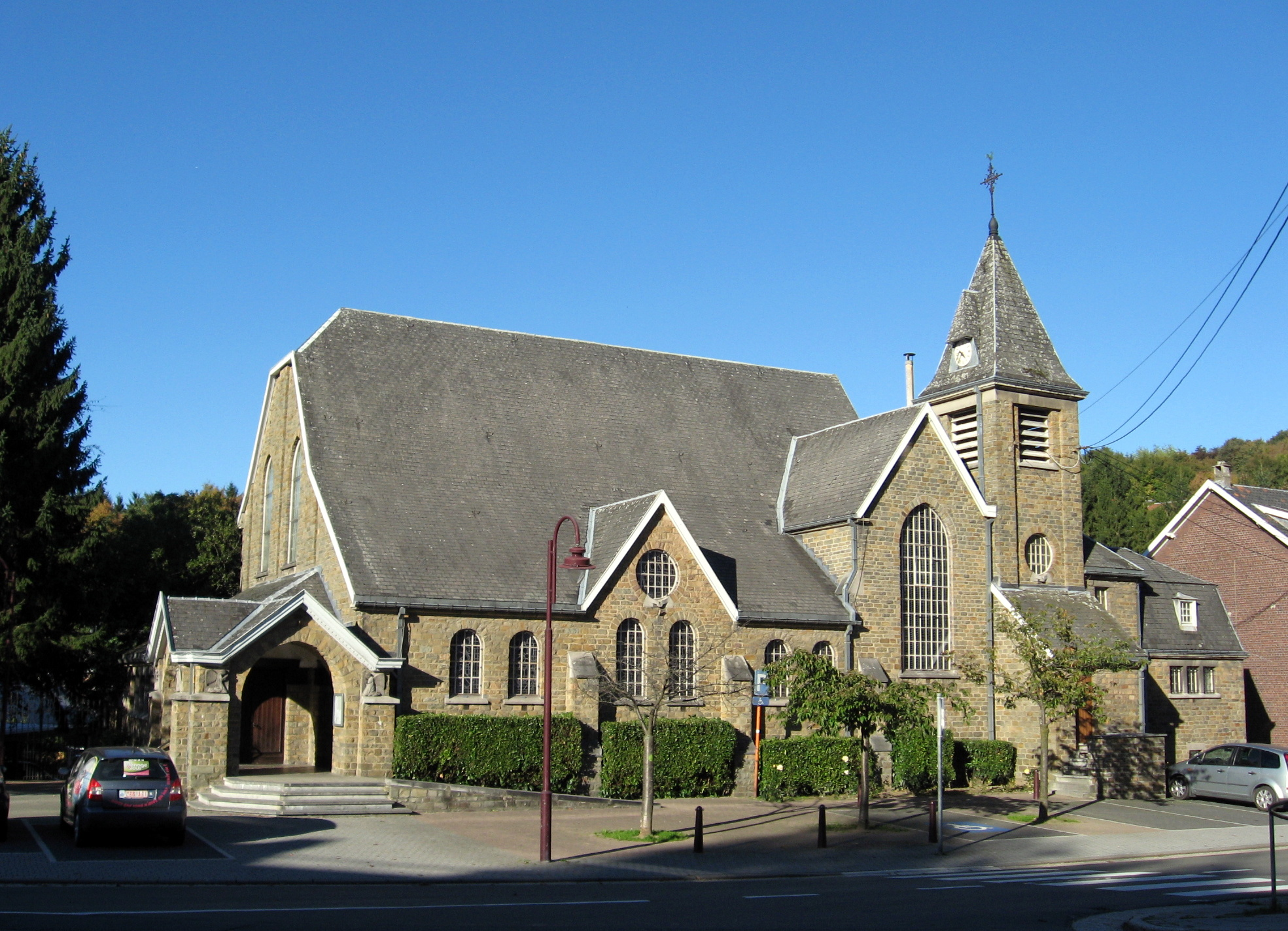
Église de l'Immaculée Conception.

## Personnalités liées à Heusy
Heusy est le lieu de naissance du compositeur belge Guillaume Lekeu, et de la chanteuse polonaise Violetta Villas. Le syndicaliste, homme politique et résistant Émile Parys (1897 - 1956) y a habité et y est décédé.

## Voit aussi